# Мария Кунигунда Саксонская
Мария Кунигунда Саксен-Польская (нем. Maria Kunigunde von Sachsen und Polen), или Мария Кунигунда Доротея Гедвига Франциска Ксавьера Флорентина фон Веттин (нем. Maria Kunigunde Dorothea Hedwig Franziska Xaveria Florentina von Wettin; 10 ноября 1740, Варшава — 8 апреля 1826, Дрезден) — принцесса из дома Веттинов, дочь Августа III, короля Польского и великого князя Литовского, принцесса Польская, Литовская и Саксонская, титулярная аббатиса Мюнстербилзенская, принцесса-аббатиса Эссенская и Торнская, дама Благороднейшего ордена Звёздного креста и ордена королевы Марии Луизы.

## Биография
Мария Кунигунда родилась в Варшаве 10 ноября 1740 года. Она была дочерью Августа III и II, короля Польши и великого князя Литвы, будущего курфюрста Саксонии под именем Фридриха Августа II, и эрцгерцогини Марии Йозефы Австрийской. Родители принцессы уделяли большое внимание воспитанию и образованию всех своих пятнадцати детей. Мария Кунигунда владела латынью, французским и английским языками (не считая родного немецкого языка), знала философию, географию, религию, неплохо рисовала, музицировала и танцевала. В юности участвовала в оперных постановках придворного театра в Дрездене. Она исполнила главную партию в опере «Левкипп» Иоганна Адольфа Хассе.
По достижении совершеннолетия родители стали подыскивать ей достойного кандидата в супруги. Их выбор остановился на эрцгерцоге Иосифе Австрийском, будущем императоре Иосифе II. Однако, во время их «тайной» встречи за обедом в Чехии принцесса, несмотря на внешнюю привлекательность, показалась эрцгерцогу слишком робкой. Он женился на её кузине, принцессе Марии Йозефе Баварской. Вскоре история о неудачной «тайной» встрече распространилась по всем европейским дворам, что сделало бесполезными дальнейшие поиски жениха для Марии Кунигунды.
В качестве компенсации из-за несостоявшегося замужества принцессы, Дрезден потребовал от Вены назначить Марию Кунигунду принцессой-аббатисой престижного женского монастыря на северо-западе Священной Римской империи. Вена предложила ей место наследницы аббатисы монастыря Градчаны в Праге, но Дрезден отклонил это предложение, так, как считал это место не достойным принцессы Саксонской. Дрезден требовал назначить её настоятельницей имперского аббатства с титулом имперской принцессы.
В 1766 году Вене было предложено передать ей аббатства Мюнстербилзен, Эссен и Торн. Настоятельница Мюнстербилзена, Антуанетта фон Эльц-Кемпених была готова отречься от престола в пользу Марии Кунигунды, но капитул монастыря оказал сопротивление её назначению. В результате император Иосиф II секуляризировал имущество монастыря и назначил Марию Кунигунду титулярной аббатисой Мюнстербилзена. В 1775 году принцесса была избрана помощницей настоятельницы с правом наследования в имперских аббатствах Эссен и Торн. После смерти настоятельницы Франциски Кристины фон Зульцбах, 16 июля 1776 года Мария Кунигунда возглавила аббатства. Как принцесса-аббатиса свободных имперских аббатств, она имела голос в имперском сейме и все права и обязанности имперской принцессы.
Несмотря на престижность титула, сами аббатства были бедными. Эссен был небольшим провинциальным городком. 9 октября 1777 года Мария Кунигунда торжественно въехала в город. До этого времени она с 1769 года жила в Кобленце при дворе брата Вацлава, курфюрста Трира, где пользовалась большим влиянием. Брат не принимал решения, не посоветовавшись с сестрой. Сюда принцесса вернулась из Эссена, решив управлять аббатствами на расстоянии. Незнание традиционных прав монастырей было причиной частых конфликтов между настоятельницей и капитулом. В итоге, 17 сентября 1794 года была принята первая конституция княжества-аббатства, в которой были прописаны права и обязанности аббатисы, капитула и сословий. Ранее Мария Кунигунда провела законодательную реформу, в частности запретила аборты. Она также основала школу для девочек из высшего сословия. После отказа капитула оплатить строительство дороги, принцесса построила её на личные средства. Дорога была платной и приносила ей ежегодный доход в 1 700 талеров.
3 августа 1802 года Прусское королевство аннексировало территорию княжества-аббатства Эссен. Мария Кунигунда утратила светскую власть, но сохранила свой статус в качестве наместницы прусского короля. По договору с Пруссией она получала ежегодную ренту в 6 500 талеров из доходов аббатства. В 1803 году принцесса продала, построенную некогда ею, дорогу Прусскому королевству за 45 000 талеров. В 1805 году она продала предпринимателю Францу Ханиэлю свою долю в металлургических заводах в Рурской области за 23 800 талеров.
С 1802 года Мария Кунигунда жила с братом Вацлавом в Обердорфе, в Баварском курфюршестве. После смерти брата в 1812 году, она переехала в Дрезден, ко двору племянника Фридриха Августа. Мария Кунигунда умерла в Дрездене 8 апреля 1826 года и была похоронена в новом склепе собора Святой Троицы.